# Гнида, Пётр Фёдорович
Пётр Фёдорович Гнида (17 июня 1918, Третяковка, Харьковская губерния — 12 октября 1985, Беловодск, Ворошиловградская область) — капитан Советской Армии, участник Великой Отечественной войны, Герой Советского Союза (1945).

## Биография
Пётр Гнида родился 17 июня 1918 года в селе Третяковка (ныне — Беловодский район Луганской области Украины) в семье крестьянина. Украинец по национальности. Получил начальное образование, работал в колхозе. В 1939 году Гнида был призван Беловодским РВК на службу в Рабоче-крестьянскую Красную армию. С июня 1941 года — на фронтах Великой Отечественной войны. Участник боёв в Сталинграде. С мая 1944 года Гнида состоял в ВЛКСМ 14 января 1945 года при прорыве укреплённой полосы противника у села Червонка, Варшавского воеводства взвод лейтенанта Гниды первым ворвался во вражеские траншеи, уничтожил 45 гитлеровцев и две пулемётные точки, отвлёк на себя основные силы противника. При этом Гнида лично уничтожил гранатами два вражеских пулемёта. За этот подвиг Гнида удостоился ордена Великой Отечественной войны 2-й степени. (За форсирование Вислы и расширение Сандомирского плацдарма награждён орденом Отечественной войны 2-й степени). К апрелю 1945 года старший лейтенант Пётр Гнида командовал стрелковой ротой 2-го стрелкового батальона 1054-го стрелкового полка 301-й стрелковой дивизии 9-го стрелкового корпуса 5-й ударной армии 1-го Белорусского фронта.
Отличился во время штурма Берлина. В ночь с 23 на 24 апреля 1945 года Гнида с тремя бойцами переправился через реку Шпрее в районе Трептов и обеспечил успешную переправу всему батальону, лично уничтожив автоматным огнём 17 солдат и офицеров противника. 24-28 апреля рота Гниды захватила в Берлине 4 многоэтажных дома, в том числе здание Министерства финансов нацистской Германии, уничтожила около 120 и взяла в плен 68 солдат и офицеров противника, захватила 12 станковых пулемётов, БТР и большое количество стрелкового оружия. 28 апреля Гнида был дважды ранен и окончание войны встретил в госпитале.
Указом Президиума Верховного Совета СССР от 31 мая 1945 года за «образцовое выполнение боевых заданий командования на фронте борьбы с немецкими захватчиками и проявленные при этом отвагу и геройство» старший лейтенант Пётр Фёдорович Гнида был удостоен высокого звания Героя Советского Союза с вручением ордена Ленина и медали «Золотая Звезда» за номером 6818.
Член КПСС с 1945 года. В августе 1946 года в звании капитана Гнида был уволен в запас. Окончил Старобельскую школу по подготовке руководящих кадров сельского хозяйства. Проживал в посёлке Беловодск Ворошиловградской области Украинской ССР, работал инженером по нефтепродуктам районного отделения «Сельхозтехника». Умер 12 октября 1985 года.
Был также награждён орденом Ленина, орденами Отечественной войны 1-й и 2-й степени и рядом медалей.